# Zenón Cuevas
Zenón Gregorio Cuevas Pare (Cuchumbaya, Moquegua, 10 de julio de 1951) es un profesor y político peruano. Fue el gobernador regional de Moquegua desde el 1 de enero de 2019 hasta el 31 de diciembre del 2022

## Biografía
Nació en el distrito de Cuchumbaya, provincia de Mariscal Nieto, departamento de Moquegua, Perú, el 10 de julio de 1951, hijo de Pablo Cuevas Catunta y Tomasa Carlota Pare Vizcarra. Cursó sus estudios primarios en su localidad natal y los secundarios en la Gran Unidad Escolar Simón Bolívar de la ciudad de Moquegua. Entre 1971 y 1974 cursó estudios técnicos de educación en la Escuela Normal Superior San Juan Bautista La Salle en la misma ciudad y, entre 1994 y 1995, cursó estudios superiores de educación en la Universidad Nacional de San Agustín de Arequipa. Tiene un postgrado en Ciencias Gobernabilidad y Gestión Publica Estratégica en la misma casa de estudios.
Fue docente de primaria entre 1983-1991 en la Gran Unidad Escolar "Simón Bolívar". Ocupó el cargo Especialista en Educación en la Dirección Regional de Educación entre 1992-1996 y en la Gerencia Regional de Educación Moquegua entre 2006-2016. Entre el 2005-2006 fue director Regional de la Dirección Regional de Educación Moquegua. En el Gobierno Regional de Moquegua asumió el cargo de Gerente de Desarrollo Social en el 2006.
Su participación política se inició en las elecciones municipales de 1980 cuando fue elegido como regidor de la provincia de Mariscal Nieto por la Izquierda Unida y reelegido en ese cargo en las elecciones de 1986. En las 1989 fue candidato izquierdista para la alcaldía de esa provincia sin éxito. Tentaría ese cargo también en las elecciones de 1991 y en las elecciones del 2002 siempre por movimientos de izquierda. En el 2010 participaría en las elecciones regionales como candidato a presidente regional por el Frente de Integración Regional Moquegua Emprendedora FIRME que él mismo fundaría ese año. En esas elecciones quedó en segundo lugar detrás del electo Martín Vizcarra Cornejo. En las elecciones regionales del 2014 también quedaría en segundo lugar para, finalmente, ser elegido como gobernador regional en las elecciones regionales del 2018.
Zenón Cuevas fue el quinto gobernador regional en dar positivo al COVID-19 en julio del 2020 durante la pandemia de esa enfermedad en el Perú.